# Simon von Oppenheim
Pour les autres membres de la famille, voir Famille Oppenheim.
Simon, baron von Oppenheim (21 mai 1803, Cologne – 24 décembre 1880), est un banquier allemand.

## Biographie
Fils de Salomon Oppenheim, fondateur de la banque Sal. Oppenheim, il rejoint la banque familiale en 1821.
En 1826, son père donne à Abraham et à son frère Abraham un pouvoir général sur l'activité bancaire, et, deux ans plus tard, Simon devient associé de la banque. Les deux frère développe grandement la banque qui devient une des plus importantes banques privées.
Il devient président de la Chambre de commerce de Cologne en 1833.
Il est créé baron en 1867.